# Демографічні прогнози для України
Демографі́чний прогно́з — науково обґрунтоване передбачення основних параметрів руху населення та майбутньої демографічної ситуації: чисельності, статево-вікової та сімейної структури, народжуваності, смертності, міграції, що становить базу для подальших прогнозів та планів соціально-економічних процесів у цілому. Вони є важливими для формування довго- та середньострокової стратегії соціально-економічного розвитку країни.
З технічного погляду демографічний прогноз являє собою перспективний розрахунок населення, тобто розрахунок чисельності та статево-вікової структури, збудований на основі даних про зміну демографічних характеристик (чисельності, статево-вікової структури, народжуваності, смертності, міграції) як у минулому, так і майбутньому. Такі розрахунки розробляються зазвичай у трьох варіантах: песимістичному, середньому та оптимістичному. Середній варіант відповідає найбільш імовірному стану, а песимістичний та оптимістичний задають нижню та верхню межі динаміки демографічних показників.

## Прогноз Інституту демографії та соціальних досліджень НАН України
Інститутом демографії та соціальних досліджень імені М. В. Птухи НАН України з 2006 року проводиться прогнозування основних демографічних компонентів, що визначають чисельність і статево-вікову структуру населення у перспективі. За даними останнього перерахунку 2011 р., населення України за середнім варіантом прогнозу становитиме у 2020 р. 44302 тис. осіб і зменшиться до 39195 тис. у 2050 р. та до 37147 тис. у 2060 р. Низький варіант прогнозу передбачає до 2060 р. зменшення чисельності населення України на 35 % порівняно з 2011 р. до 29836 тис., тоді як за високим варіантом це зменшення становитиме лише 3 %.
Станом на 1 січня 2014 р. населення України за даними держкомстату становило 45,4 млн осіб, що на 200—450 тис. більше ніж за прогнозними даними.
| прогнозована фертильність | прогнозована тривалість життя | прогнозована міграція | 2011   | 2014   | 2020   | 2030   | 2040   | 2050   | 2060   |
| ------------------------- | ----------------------------- | --------------------- | ------ | ------ | ------ | ------ | ------ | ------ | ------ |
| середня                   | середня                       | середня               | 45 598 | 45 110 | 44 302 | 42 822 | 40 964 | 39 195 | 37 147 |
| висока                    | висока                        | висока                | 45 598 | 45 199 | 44 852 | 44 430 | 44 094 | 44 245 | 44 370 |
| низька                    | низька                        | низька                | 45 598 | 44 950 | 43 193 | 39 828 | 36 385 | 33 224 | 29 836 |
| константа                 | константа                     | константа             | 45 598 | 44 976 | 43 374 | 39 804 | 36 007 | 31 989 | 27 927 |
| середня                   | середня                       | відсутня              | 45 598 | 45 059 | 44 079 | 41 919 | 39 322 | 36 873 | 34 210 |
| висока                    | низька                        | висока                | 45 598 | 45 008 | 43 753 | 41 634 | 39 796 | 38 935 | 38 465 |
| низька                    | висока                        | низька                | 45 598 | 45 141 | 44 288 | 42 594 | 40 602 | 38 358 | 35 392 |

Прогноз коефіцієнту фертильності у 2011—2060 рр.:
| варіант прогнозу              | 2010 | 2011 | 2012 | 2014 | 2020 | 2025 | 2030 | 2035 | 2040 | 2045 | 2050 | 2055 | 2060 |
| ----------------------------- | ---- | ---- | ---- | ---- | ---- | ---- | ---- | ---- | ---- | ---- | ---- | ---- | ---- |
| високий                       | 1,43 | 1,45 | 1,47 | 1,51 | 1,68 | 1,84 | 1,93 | 1,97 | 1,98 | 1,98 | 1,99 | 1,99 | 1,99 |
| середній                      | 1,43 | 1,43 | 1,46 | 1,50 | 1,58 | 1,63 | 1,64 | 1,64 | 1,65 | 1,67 | 1,69 | 1,70 | 1,70 |
| низький                       | 1,43 | 1,41 | 1,44 | 1,47 | 1,49 | 1,46 | 1,46 | 1,46 | 1,47 | 1,48 | 1,49 | 1,49 | 1,46 |
| фактичний (дані держкомстату) | 1,43 | 1,46 | 1,53 | 1,50 |      |      |      |      |      |      |      |      |      |

Прогноз середньої очікуваної тривалості життя при народженні у 2011—2060 рр.:
| варіант прогнозу | стать    | 2010  | 2011 | 2012 | 2013 | 2014 | 2020 | 2025 | 2030 | 2035 | 2040 | 2045 | 2050 | 2055 | 2060 |
| ---------------- | -------- | ----- | ---- | ---- | ---- | ---- | ---- | ---- | ---- | ---- | ---- | ---- | ---- | ---- | ---- |
| високий          | чоловіки | 65,21 | 65,9 | 66,6 | 67,2 | 67,8 | 70,9 | 72,9 | 74,4 | 75,8 | 77,0 | 77,9 | 78,7 | 79,5 | 80,2 |
| високий          | жінки    | 75,20 | 75,7 | 76,1 | 76,5 | 76,9 | 78,9 | 80,1 | 81,2 | 82,0 | 82,7 | 83,3 | 83,8 | 84,3 | 84,8 |
| середній         | чоловіки | 65,21 | 65,6 | 65,9 | 66,3 | 66,6 | 68,3 | 69,4 | 70,2 | 70,9 | 71,6 | 72,2 | 72,8 | 73,3 | 73,9 |
| середній         | жінки    | 75,20 | 75,4 | 75,6 | 75,8 | 76,0 | 76,9 | 77,5 | 78,0 | 78,5 | 78,9 | 79,3 | 79,8 | 80,2 | 80,6 |
| низький          | чоловіки | 65,21 | 65,0 | 64,9 | 64,9 | 64,8 | 64,6 | 64,9 | 65,5 | 65,9 | 66,4 | 66,8 | 67,1 | 67,3 | 67,6 |
| низький          | жінки    | 75,20 | 75,1 | 75,0 | 74,9 | 74,8 | 74,6 | 74,7 | 74,9 | 75,2 | 75,5 | 75,8 | 76,0 | 76,3 | 76,5 |

Прогноз міграційного приросту у 2011—2060 рр., тис. осіб:
| варіант прогнозу | 2010-2014 | 2015-2019 | 2020-2024 | 2025-2029 | 2030-2034 | 2035-2039 | 2040-2044 | 2045-2049 | 2050-2054 | 2055-2059 |
| ---------------- | --------- | --------- | --------- | --------- | --------- | --------- | --------- | --------- | --------- | --------- |
| високий          | 96,9      | 163,8     | 180,3     | 231,4     | 308,5     | 384,1     | 462,5     | 531,2     | 581,7     | 597,2     |
| середній         | 91,1      | 147,7     | 294,4     | 346,1     | 326,4     | 315,1     | 303,0     | 285,9     | 269,7     | 264,8     |
| низький          | 52,8      | -117,6    | 14,5      | 83,1      | 105,0     | 87,0      | 69,1      | 53,0      | 31,7      | 17,1      |

За високим варіантом приріст населення України внаслідок міграційних процесів за 2015—2059 рр. становитиме 3441 тис. осіб, за низьким варіантом — 343 тис., за середнім — 2553 тис.

## Прогноз Департаменту ООН з соціальних та економічних питань
За демографічним прогнозом ООН чисельність населення України за середнім прогнозом зменшиться до 40 млн наприкінці 2020-х та до 30 млн на початку 2060-х. Проте в Інституті демографії та соціальних досліджень НАН України не погоджуються з таким прогнозом ООН.
|      | низький | середній | високий |
| ---- | ------- | -------- | ------- |
| 2015 | 44 231  | 44 646   | 45 061  |
| 2020 | 42 155  | 43 164   | 44 173  |
| 2025 | 39 914  | 41 560   | 43 207  |
| 2030 | 37 644  | 39 842   | 42 042  |
| 2035 | 35 392  | 38 135   | 40 906  |
| 2040 | 33 176  | 36 554   | 40 051  |
| 2045 | 30 960  | 35 084   | 39 509  |
| 2050 | 28 731  | 33 658   | 39 137  |
| 2055 | 26 528  | 32 244   | 38 793  |
| 2060 | 24 388  | 30 859   | 38 463  |